# Tepeynihan, Selendi
Tepeynihan là một xã thuộc huyện Selendi, tỉnh Manisa, Thổ Nhĩ Kỳ. Dân số thời điểm năm 2011 là 421 người.